# Hofej–Vuhan nagysebességű vasútvonal
A Hofej–Vuhan nagysebességű vasútvonal (egyszerűsített kínai írással: 合武铁路; tradicionális kínai írással: 合武鐵路; pinjin: Hé-Wǔ tiělù) egy 25 kV 50 Hz-cel villamosított, kétvágányú nagysebességű vasútvonal Kínában Hofej és Vuhan között. A vonal 2009. április 1-jén nyílt meg, egyszerre a Sicsiacsuang–Tajjüan nagysebességű vasútvonallal. A 350 km hosszú vonalon a megengedett maximális sebesség 250 km/h. A vonal része a Sanghaj–Vuhan–Csengtu nagysebességű vasútvonalnak.

## Képgaléria

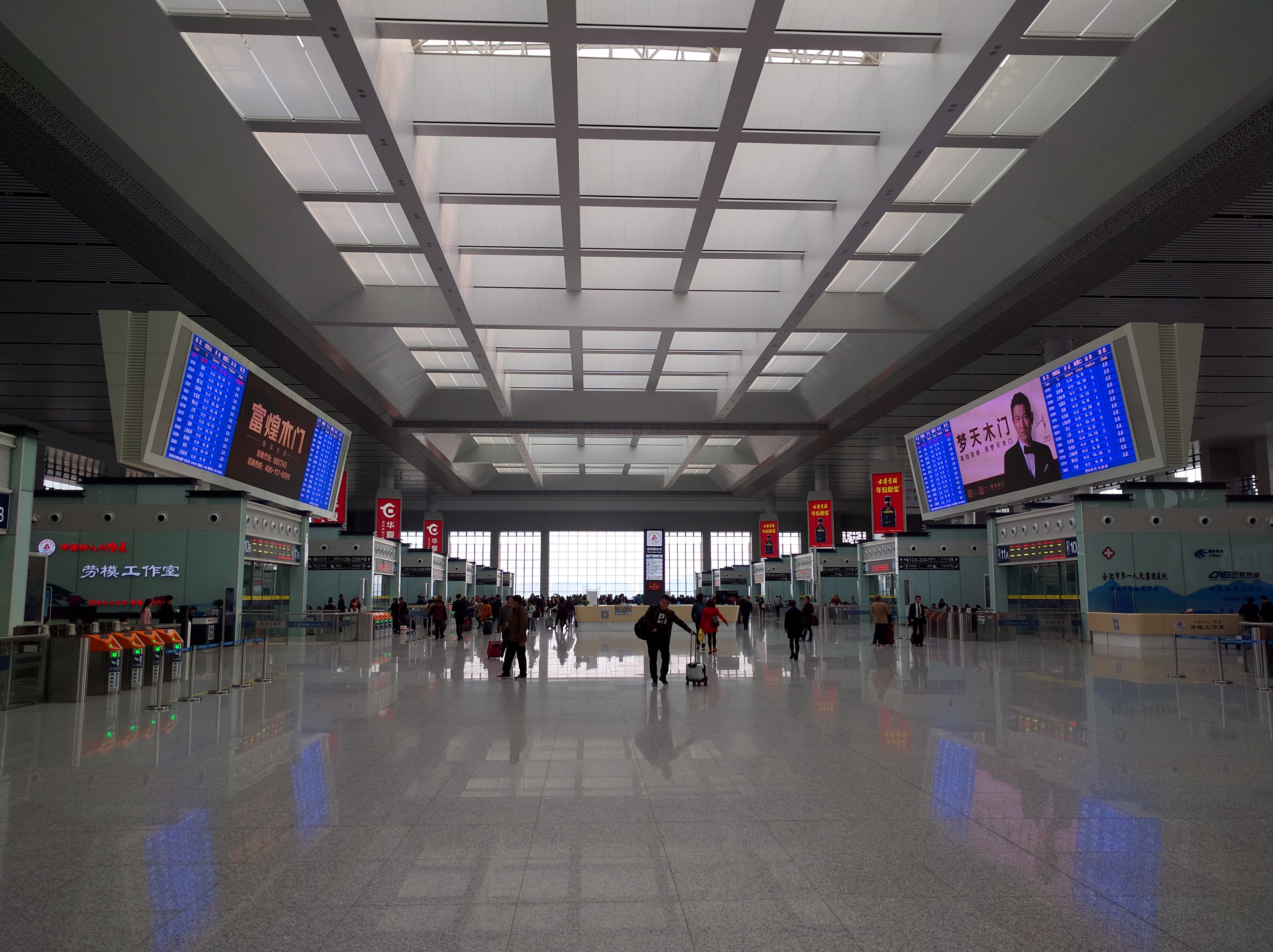
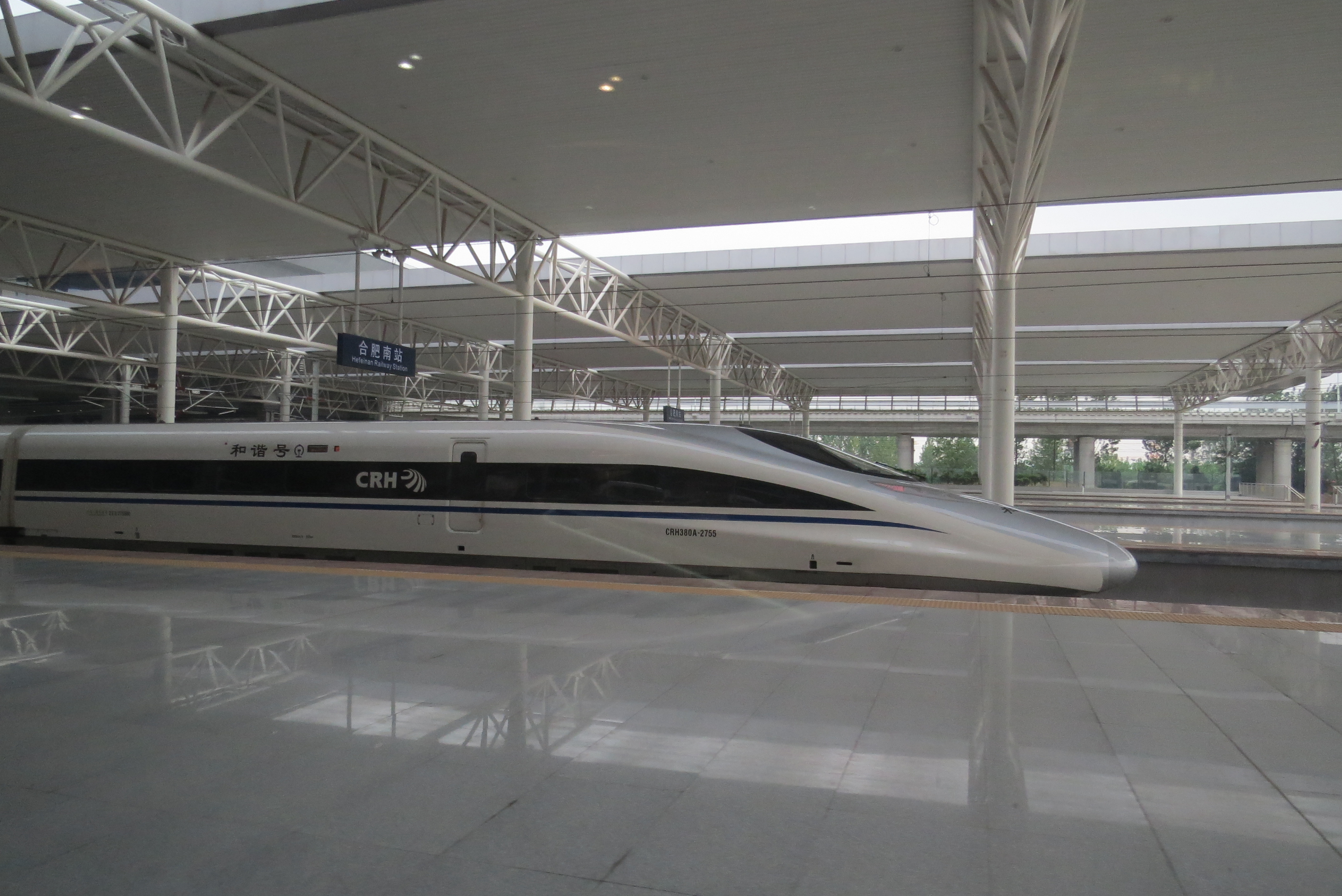
CRH380A motorvonat
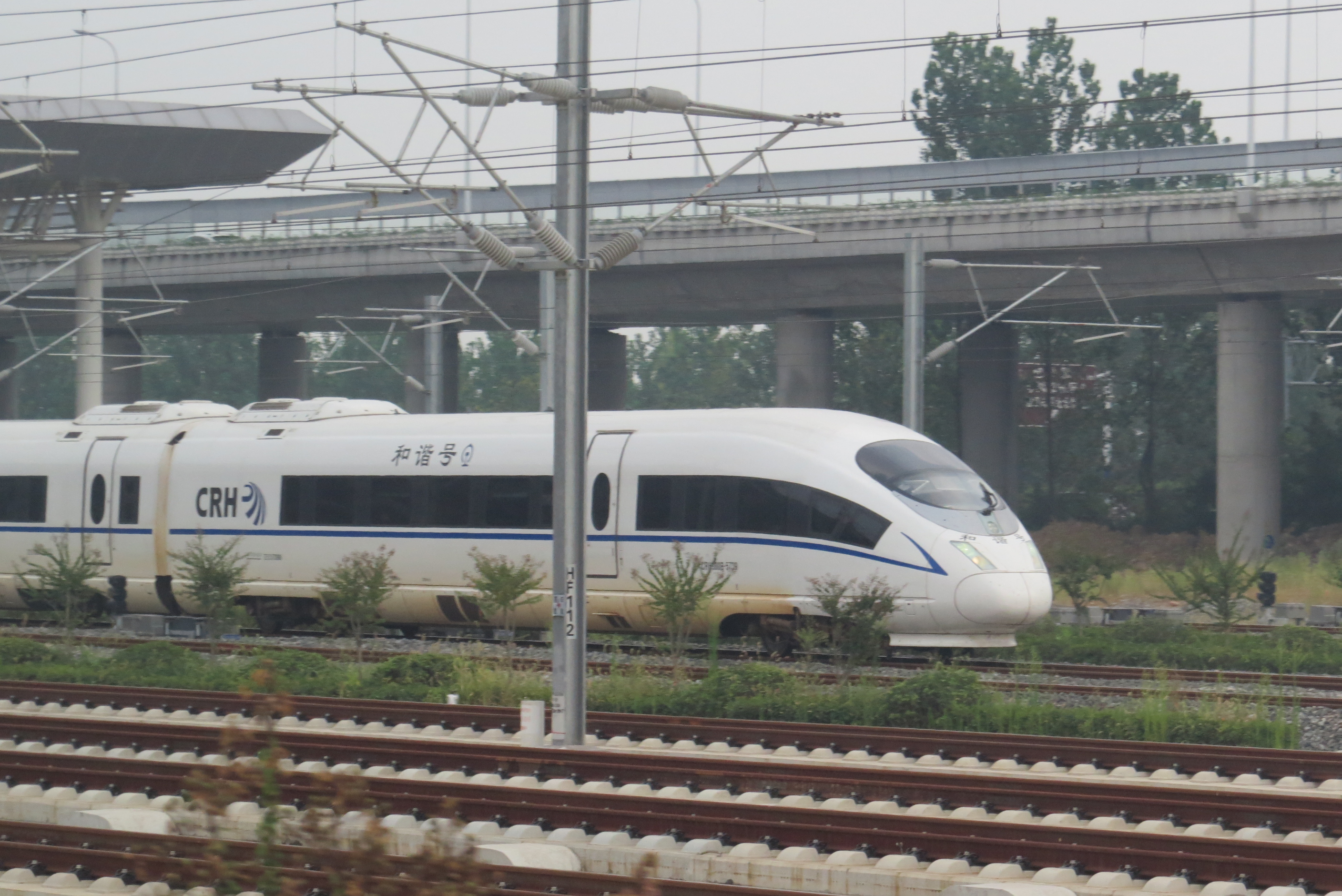
CRH380B motorvonat
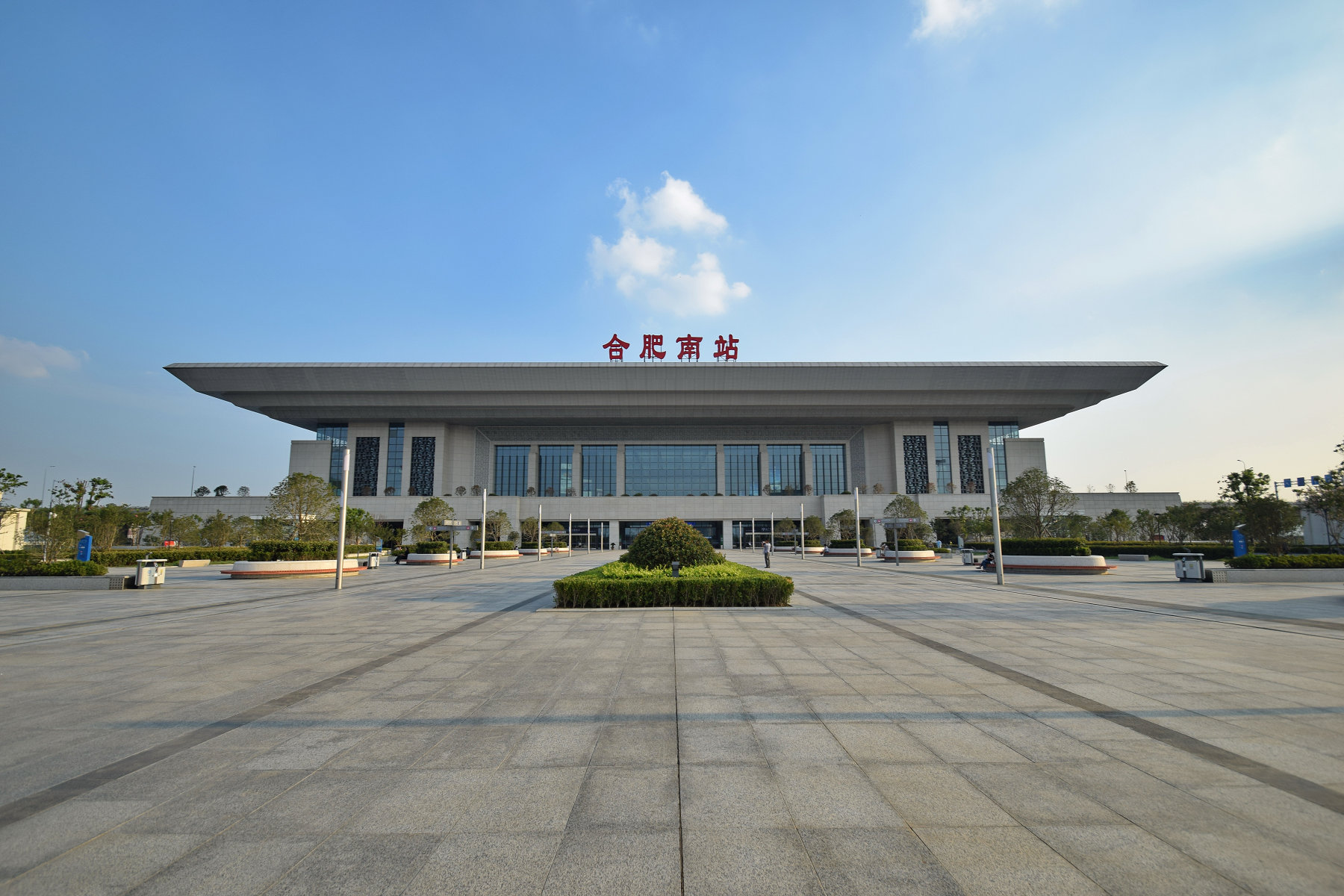